# Sangitiparyaya
Sangitiparyaya ou Samgiti-paryaya-shastra ("recitação conjunto") é um dos sete textos do   abidarma Sarvastivada. Foi composto por Mahākausthila (de acordo com fontes em sânscrito e  tibetano) ou  Shariputra {de acordo com as fontes em chinês}. A revisão chinesa foi traduzida por Xuanzang: T26, No. 1536, 阿毘達磨集異門足論, 尊者舍利子說, 三藏法師玄奘奉　詔譯, em 20 fascículos.
Em termos de estrutura, o Samgiti-paryāya é similar ao Dharma-skandha. É basicamente um matrika sobre os ensinamentos iniciais, organizado em grupos de darmas por número, similar ao Ekottarikāgama.
Este texto, como o nome deixa implícito, é essencialmente um comentário ao Samgiti-sūtra (T 9, Digha-nikāya no. 33). Isto também indica que os conteúdos são mais uma reunião e compilação do Darma de Buda, do que qualquer teoria ou discussão novas. O pano de fundo para a primeira recitação do Samgiti-sūtra, já que os jainistas caíram em confusão depois da morte do Mahāvīra, e a samgha budista se reuniu para recitar os ensinamentos centrais do Darma para prevenir uma tal cisão em sua própria religião, talvez indique o medo de uma cisão presente ou que parecia começar surgir na samgha, por parte daqueles que compilaram este trabalho abidarma, algum tempo depois. O Samgiti-sūtra também é a base de um trabalho comentarial, no posterior Yogāchara-bhūmi-shāstra, algumas centenas de anos mais tarde.
Yin Shun nota que o texto é referido no MūlaSarvastivada Vinaya-vyākarana, indicando sua inclusão precoce no cânone Sarvastivada. Como este texto tem cerca de 14 referências ao  Dhātu-skandha, “como o Dhātu-skandha afirma…”, também está claro que esta é uma composição pós-Dhātu-skandha. O Taisho chinês reverte a ordem dos dois. Obviamente eles tem uma relação muito próxima.